# Frenesia difficilis
Frenesia difficilis is een schietmot uit de familie Limnephilidae. De soort komt voor in het Nearctisch gebied.